# 세계교육포럼
세계교육포럼(World Education Forum, WEF)은 유네스코가 주최하는 행사로서, 모든 사람들이 좋은 교육을 통해 각자의 꿈을 실현하고, 이를 통해 국가·사회의 발전을 이끌어내기 위해 세계가 공동의 목표를 가지고 추진해 온 '모두를 위한 교육'이라 불리는 EFA 운동의 성과를 평가하고 향후 15년을 이끌 세계 교육 목표를 설정하는 회의이다.

## 참석
유네스코 195개 회원국 장관급 대표, UN·세계은행 등 국제기구 수장, NGO 등에서 1,500명이 참석하는 행사이다.

## 같이 보기
- 세계시민교육